# パトリック・モラーツ
パトリック・モラーツ（Patrick Philippe Moraz、1948年6月24日 - ）は、スイス出身のキーボーディスト。

## 来歴
3歳半でヴァイオリン、4歳半でピアノを学び始めた。
1971年にイギリスに渡り「メインホース」を結成し、アルバム『メインホース』でポリドールからデビュー。プロのバンド活動はこれが最初だった。1972年には、メンバーのジャン・リストリとともにブラジルのダンス・グループに同行して来日したほか、映画音楽の作曲にも携わった。
1973年夏、イギリスでの活動に不可欠な労働許可証の発行に問題が生じてメインホースでの活動がままならなくなっていた時、元ザ・ナイスのリー・ジャクソン（ベース・ギター、ボーカル）に出会った。ジャクソンはザ・ナイスが1970年4月に解散した後、ジャクソン・ハイツを結成して4作のアルバムを発表したが、その後キーボーディストとギタリストを失って活動できない状況に陥っていた。ジャクソンは彼には「キース・エマーソン以上の才能がある」と感じたため、ジャクソン・ハイツに勧誘する。しかし彼は元ザ・ナイスのブライアン・デヴィソン（ドラムス）を誘って新しいトリオを結成することを提案した。デヴィソンはザ・ナイス解散後にエヴリ・ウィッチ・ウェイを結成して一作のアルバムを発表したが、エヴリ・ウィッチ・ウェイは1971年の春に解散していたので、2人に合流した。彼等はトリオ名を「レフュジー」として、まずライブ活動を始めることに決めて数か月のリハーサルを行った。そして1973年12月2日にロンドンで初公演を行い、翌1974年4月にデビュー・アルバム『レフュジー』を発表した。
しかし同年8月上旬、彼はイエスのマネージャーのブライアン・レーンから、リック・ウェイクマンが脱退した直後のイエスのリハーサルに招待された。その結果、ウェイクマンの後任に誘われたのでレフュジー脱退を決意。彼等は同月末のロンドン公演を最後に解散した。レフュジーからイエスへの移籍については、マネージメントの面でかなり強引な引き抜きが行われたと言われているが、真相は分からない。
1974年8月にイエスに加入して、アルバム『リレイヤー』の製作に参加。1976年3月、メンバー全員がソロ・アルバムを出すというイエスのプロジェクトの一環として、初のソロ・アルバム『ストーリー・オブ・アイ』（The Story of I）をリリース。同年、『リレイヤー』に続くアルバムの準備中にイエスを脱退した。彼は、イエスが自分の後任にウェイクマンを再び迎えて制作したアルバム『究極』に収録された「悟りの境地」には自分のアイディアが残されている、と主張した。
その後はソロ活動、ビル・ブルーフォードとのコラボレーション、ムーディー・ブルースへの参加など、多方面で活動している。

## 音楽
影響を受けた音楽家としてモーツァルト、ベートーヴェン、ショパン、ストラヴィンスキー、チャーリー・パーカー、マイルス・デイヴィス、ジョン・コルトレーン、キース・ジャレット、ジミ・ヘンドリックス、フランク・ザッパなどを挙げている。
彼が参加したイエスのスタジオ・アルバムは『リレイヤー』のみである。1974年の8月に彼がイエスに加入した時には、このアルバムの録音に向けてのリハーサルは既に始まっていたので、彼が作曲面で何らかの貢献をしている可能性は少ないとされるが、「錯乱の扉」での具体音やシンセサイザーを用いた激しい効果音、ベンディングを多用したミニ・モーグのソロやローズ・ピアノを使ったジャズロック的なスタイルは過去のイエスには無く、このアルバムは異彩を放っている。このように、彼はスタジオでの新曲の製作においては、イエスに素晴らしい貢献をしたが、彼の演奏スタイルは既存の代表曲に巧くフィットしたとはいえず、彼がこれらの曲をステージで演奏する時にはぎこちなさを感じさせた。
シンセサイザーを多段に積み上げ多数のキーボードを周囲に配置するというマルチ・キーボード型の演奏スタイルだが、全てをマッキントッシュで構成したアルバムをリリースするなど、新しい技術の導入には余念がない。

## ディスコグラフィ

### スタジオ・アルバム
- 『ストーリー・オブ・アイ』 - The Story of I (1976年) ※旧邦題『i（ストーリー・オブ・アイ）』
- 『アウト・イン・ザ・サン』 - Out in the Sun (1977年)
- 『3』 - Patrick Moraz (1978年) ※旧邦題『パトリック・モラーツIII』
- 『コエキシステンス』 - Coexistence (1980年)
- Time Code (1984年)
- Future Memories II (1984年)
- Future Memories I & II (1985年)
- 『ヒューマン・インターフェイス』 - Human Interface (1987年)
- Windows of Time (1994年)
- Resonance (2000年)
- ESP (2003年)
- Change of Space (2009年)

### ライブ・アルバム
- Future Memories Live on TV (1979年)
- PM in Princeton (1995年) ※CD + DVD
- Live at Abbey Road (2012年) ※1987年録音

### ビル・ブルーフォードとの共演
- 『ミュージック・フォー・ピアノ・アンド・ドラムス』 - Music for Piano and Drums (1983年)
- 『フラッグス』 - Flags (1985年)
- 『イン・トーキョー』 - Live in Tokyo (2009) ※1985年7月4日 赤坂ラフォーレミュージアムでのライブ録音
- 『ミュージック・フォー・ピアノ・アンド・ドラムス・イン・メリーランド』 - Music for Piano and Drums: Live in Maryland (2012年) ※1984年のライブ

### メインホース
- 『神々の饗宴』 - Mainhorse (1971年) ※旧邦題『メインホース』
- The Geneva Tapes (2007年) ※1stアルバム以前の初期録音集

### レフュジー
- 『レフュジー』 – Refugee (1974年)
- 『ライヴ・イン・コンサート：ニューキャッスル・シティ・ホール・1974』 – Live in Concert - Newcastle City Hall (2007年)

### イエス
- 『リレイヤー』 - Relayer (1974年)
- 『イエスショウズ』 - Yesshows (1980年)
- 『イエスイヤーズ』 - Yesyears  (1991年)
- 『イエス/ライブ 1975』 - Yes: Live - 1975 at Q.P.R (1993年)
- 『テイルズ・フロム・イエスタデイ』 - Tales from Yesterday (1995年)

### イエス メンバー関係
- クリス・スクワイア 『未知への飛翔』 - Fish Out of Water (1975年)
- スティーヴ・ハウ 『ビギニングス』 - Beginnings (1975年)
- スティーヴ・ハウ 『スティーヴ・ハウ・アルバム』 - The Steve Howe Album (1979年)

### ムーディー・ブルース
- 『ボイジャー - 天海冥』 - Long Distance Voyager (1981年)
- 『プレゼント - 新世界への道程』 - The Present (1983年)
- 『ジ・アザー・サイド・オブ・ライフ』 - The Other Side of Life (1986年)
- 『シュール・ラ・メール』 - Sur La Mer (1988年)
- 『キーズ・オブ・ザ・キングダム』 - Keys of the Kingdom (1991年) ※3曲のみ参加

### Moraz Alban Project (MAP)
- MAP (2015年) ※『Time Code』で共演しているドラマー、Greg Albanとのプロジェクト名義[11]